# Melkfett

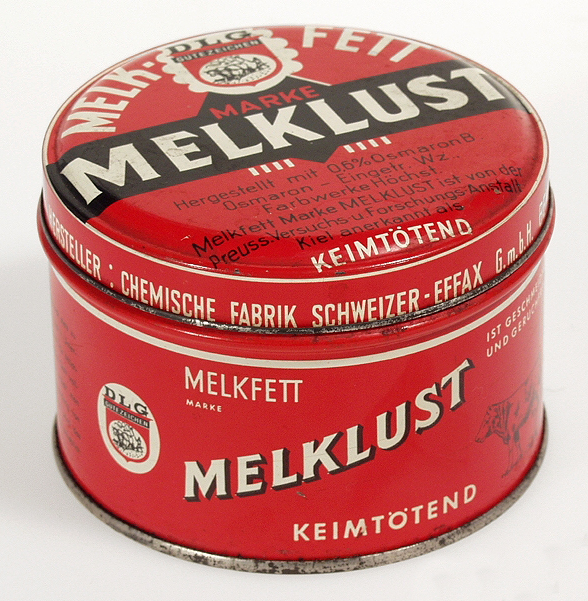
Melkfett zum Schutz der durch das Melken strapazierten Euter von Kühen

Melkfett ist eine Pflegecreme auf Paraffinbasis zum Schutz der Zitzen von Kühen, Stuten und anderen Milchtieren.
Melkfett besteht in der Regel aus Paraffinen (ein Nebenprodukt der Erdölraffinerie), z. B. Vaseline.
Melkfett wird nach dem Melken auf das Euter des Tieres aufgetragen. Es werden mittlerweile neben Melkfett auch sogenannte Dippmittel verwendet, welche durch ihren Jodanteil eine Keimabtötung bewirken.

## Kosmetisches Melkfett
Im Handel werden verschiedene Kosmetikprodukte unter dem Namen „Melkfett“ angeboten, die mit dem ursprünglichen Melkfett jedoch nur noch dem Namen nach zu tun haben.
Kosmetisches Melkfett muss frei von allen schädigenden Substanzen wie Pestiziden sein. Meist werden Melkfettprodukten Stoffe wie Vitamin E, Calendula, Kamille, Sojaöl, Bienenwachs, hautverträgliche Duftstoffe und anderes hinzugefügt.

## Anwendung und Wirkungsweise
Zu beachten ist bei allen Anwendungen, dass es zu Kontaktallergien kommen kann (Melkfett-Ekzem).

### Beim Menschen
Mögliche Anwendungen von sogenannten kosmetischen „Melkfetten“ beim Menschen:
- Bei starker Verhornung der Haut. Die  Hautoberfläche wird mit einem isolierenden, wasserundurchlässigen Film überzogen. Dieser Film verhindert das Verdunsten von Sekret und lässt die Hornschicht aufquellen (mit einer nachhaltigen Hydration). So kann Hornhaut leichter gelöst und entfernt werden.
- Zum Schutz vor Temperaturverlust bei winterlichen Bergtouren oder Skifahren. Da durch Melkfett die Abgabe von Wärme vermindert wird, kann es Erfrierungen an den behandelten Hautpartien vorbeugen.
- Als Sonnenschutzmittel. Im Handel ist es bis zum Lichtschutzfaktor sechs erhältlich und vor allem bei Wintersportlern beliebt.
- Als kurzzeitiger Hautschutz, beispielsweise vor aggressiven Flüssigkeiten wie Kot, Urin oder anderen Sekreten, die Hautläsionen hervorrufen
- Als Haar-Pomade oder Haarwachs gut geeignet und weit verbreitet
- Anwendung als Gleitcreme beim Sex (wegen des Fettanteils nicht für Latexkondome geeignet)
- Zur Vorbeugung gegen Reibungsverletzungen (Intertrigo) im Laufsport am Oberschenkel/Genitalbereich
- Als Langzeittherapie bei Lichen sclerosus[2]

Die Anwendung von Melkfett kann sinnvoll sein, ist aber nicht unbedenklich. Grundsätzlich verstopfen alle Salben mit hohem Fettanteil durch den isolierenden Film die Poren und wirken daher der physiologischen Hautatmung und dem Temperaturaustausch entgegen. Deshalb müssen sie nach wenigen Stunden wieder entfernt werden. Darin liegt auch begründet, warum Melkfett in der Pflege nicht mehr als Dekubitusprophylaxe eingesetzt wird. Es gibt heute bessere Substanzen, welche die Porenatmung und den Temperaturaustausch zulassen und ebenso gut schützen.

### Weitere Verwendungen
- Als umweltfreundlicher Unterwasser-Bewuchsschutz für Motorboote und Segelyachten
- Pflege und Schutz von Gegenständen aus Glattleder, z. B. Stiefeln oder Motorradbekleidung
- Zur Pfotenpflege und Pfotenschutz im Winter bei Hunden